# Martin Schulze Wessel

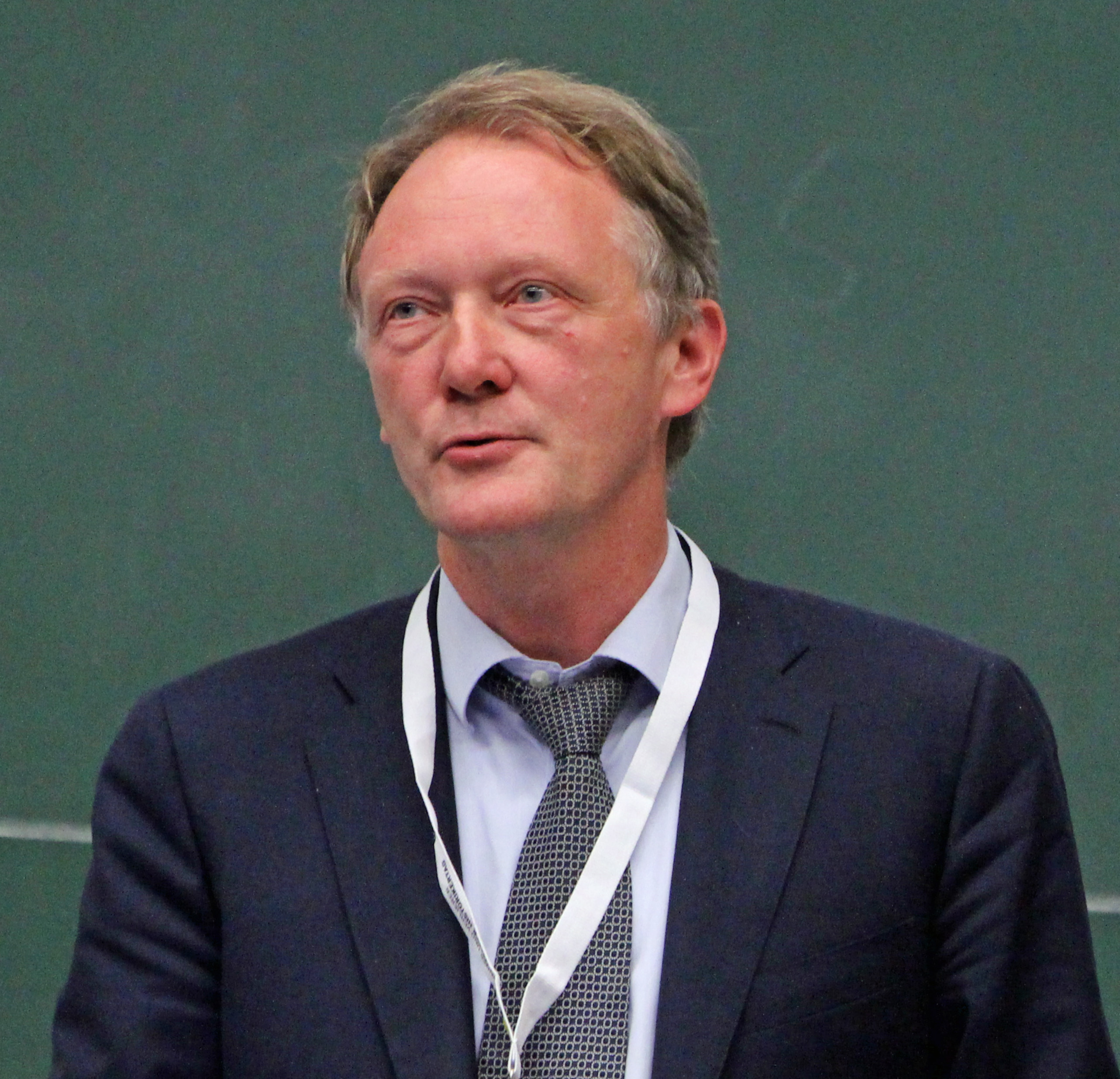
Martin Schulze Wessel beim Historikertag 2014 in Göttingen

Martin Schulze Wessel (* 9. Januar 1962 in Münster) ist ein deutscher Historiker. Seit dem Sommersemester 2003 lehrt er als Professor für Geschichte Osteuropas an der Universität München.

## Leben und Wirken
Martin Schulze Wessel absolvierte ein Studium der Neueren und Osteuropäischen Geschichte und Slavistik an den Universitäten München, Moskau und Berlin. Von 1990 bis 1995 war er als Wissenschaftlicher Mitarbeiter am Friedrich-Meinecke-Institut der Freien Universität Berlin tätig. Im Jahre 1994 wurde er promoviert mit einer Arbeit über die Preußenrezeption in Russland vom 18. bis 20. Jahrhundert. Seine Habilitation erfolgte an der Universität Halle-Wittenberg mit der Arbeit Revolution und religiöser Dissens. Der römisch-katholische und russisch-orthodoxe Klerus als Träger religiösen Wandels in den böhmischen Ländern und der Habsburgermonarchie bzw. in Russland 1848–1922. Seit dem Sommersemester 2003 hat Schulze Wessel in der Nachfolge Edgar Höschs den Lehrstuhl für Geschichte Ost- und Südosteuropas an der Universität München inne. Im selben Jahr übernahm er in Nachfolge von Ferdinand Seibt die Leitung des Collegium Carolinum.
Die Bayerische Akademie der Wissenschaften wählte Schulze Wessel 2008 zum Ordentlichen Mitglied ihrer Philosophisch-historischen Klasse. Schulze Wessel war Gastprofessor an der Universität Aarhus (2014) und an der UC Berkeley (2018) sowie Richard von Weizsäcker-Fellow am St Antony’s College der University of Oxford (2021/22).
Schulze Wessel engagiert sich vielfältig in internationalen Geschichtskommissionen. Er ist Mitglied der Deutsch-Tschechischen und Deutsch-Slowakischen Historikerkommission, deren Vorsitz er von 2006 bis 2012 innehatte. Zusammen mit Jaroslaw Hrytsak gründete Schulze Wessel 2014 die Deutsch-Ukrainische Historische Kommission. Bis 2022 war er Co-Sprecher der Kommission. Unter seinem Vorsitz veranstaltete die Kommission sechs internationale Konferenzen und erarbeitete ein Portal zur Geschichte der deutsch-ukrainischen Beziehungen im 20. Jahrhundert.
Als Lehrstuhlinhaber für die Geschichte Ost- und Südosteuropas hat Schulze Wessel eine Reihe von Forschungsstrukturen geschaffen. Von 2010 bis 2019 war er Sprecher des Internationalen Graduiertenkollegs „Religiöse Kulturen im Europa des 19. und 20. Jahrhunderts“, das mit Unterstützung der Deutschen Forschungsgemeinschaft (DFG) und der tschechischen nationalen Förderinstitution Grantová Agentura von der Ludwig-Maximilians-Universität München, der Karls-Universität Prag, der Adam-Mickiewicz-Universität Posen und der Masaryk-Universität Brünn getragen wurde. Zusammen mit Ulf Brunnbauer ist er Sprecher der Graduiertenschule für Ost- und Südosteuropastudien, die im Dezember 2012 im Rahmen der Exzellenzinitiative des Bundes und der Länder an der LMU München und der Universität Regensburg ins Leben gerufen und bis 2019 mit DFG-Mitteln gefördert wurde. Zusammen mit Andreas Wirsching und Kiran Klaus Patel gründete er 2022 die von der DFG geförderte Kollegforschungsgruppe „Universalismus und Partikularismus in der europäischen Zeitgeschichte“, die regelmäßig internationale Wissenschaftlerinnen und Wissenschaftler aus den Fächern der Sozial-, Kultur und Geschichtswissenschaften an die LMU einlädt. Zusammen mit Jaroslaw Hrytsak gründet er einen vom BMBF geförderten Exzellenzkern, ein interuniversitäres Zentrum zwischen der LMU München und der Katholischen Universität Lwiw zur Erforschung der Geschichte der Ukraine im 20. Jahrhundert.
Er ist Herausgeber der Zeitschriften Bohemia und Jahrbücher für Geschichte Osteuropas sowie Mitherausgeber von Geschichte und Gesellschaft.
Von 2012 bis 2016 war er Vorsitzender des Verbandes der Historiker und Historikerinnen Deutschlands und damit für die Vorbereitung der Historikertage in Göttingen (2014) und Hamburg (2016) verantwortlich. 2017 bis 2019 war er Vorsitzender des Kuratoriums des Historischen Kollegs in München. Seit 2023 ist er Vorsitzender des Wissenschaftlichen Beirats „Herausforderungen und Chancen der akademischen Kooperation mit Staaten des postsowjetischen Raums“ des Deutschen Akademischen Austauschdienstes (DAAD), der Empfehlungen für die Neugestaltung der deutschen Wissenschaftsbeziehungen zu Osteuropa und Zentralasien formuliert.
Seine Schwerpunkte in Forschung und Lehre sind die Geschichte Russlands und der Sowjetunion, die Geschichte der Ukraine, Polens, Tschechiens und der Slowakei. Spezielle Forschungsschwerpunkte liegen im Bereich der Religionsgeschichte Ostmittel- und Osteuropas, der Imperiengeschichte, des Geschichtsdenkens und der Zeitgeschichte Mittel- und Osteuropas seit den 1960er Jahren.

## Positionen
Schulze Wessel war 2010 Initiator der „Konzeptionellen Überlegungen“ für eine Ausstellung über Flucht und Vertreibung, die einen Gegenentwurf zum von Manfred Kittel vorgelegten Eckpunkte-Papier der „Stiftung Flucht, Vertreibung, Versöhnung“ darstellten. Die „Konzeptionellen Überlegungen“ wurden von der Deutsch-Polnischen Schulbuchkommission und der Deutsch-Tschechischen und Deutsch-Slowakischen Historikerkommission unterstützt, fanden ein breites Medienecho und wurden Gegenstand eines HSozKult Diskussionsforums.
Als Vorsitzender des Verbands der Historiker und Historikerinnen Deutschlands plädierte Schulze Wessel 2015 für eine einschneidende Reform der Stellenstruktur an deutschen Universitäten und unterstützte den Reformvorschlag der Jungen Akademie, mit dem das durchschnittliche Eintrittsalter von Wissenschaftlerinnen und Wissenschaftlern in Dauerstellen um zehn Jahre gesenkt werden sollte.
2017 organisierte Schulze Wessel einen in der Frankfurter Allgemeinen Zeitung veröffentlichen Appell an die europäischen Regierungen sowie die EU-Kommission zum Erhalt der Central European University in Budapest, der von zwanzig renommierten Wissenschaftlerinnen und Wissenschaftlern unterzeichnet wurde, darunter Vorsitzende deutscher Wissenschaftsorganisationen (DFG, Leibniz-Gemeinschaft etc.).
Mehrfach nahm Schulze Wessel im Vorfeld der entsprechenden Bundestagsentscheidung zum Thema des Holodomor als Genozid Stellung.
2023 initiierte er gemeinsam mit Claudia Major und Norbert Röttgen einen Appell zur entschlossenen Unterstützung der Ukraine, der von siebzig Prominenten aus Wissenschaft und Politik unterzeichnet wurde.

## Schriften (Auswahl)
Monografien
- Der Fluch des Imperiums. Die Ukraine, Polen und der Irrweg in der russischen Geschichte. Beck, München 2023, ISBN 978-3-406-80049-8.[11][12][13]
- Der Prager Frühling. Aufbruch in eine neue Welt. Reclam, Ditzingen 2018, ISBN 978-3-15-011159-8.
- Revolution und religiöser Dissens. Der römisch-katholische und russisch-orthodoxe Klerus als Träger religiösen Wandels in den böhmischen Ländern und in Russland 1848–1922 (= Veröffentlichungen des Collegium Carolinum. Bd. 123). Oldenbourg, München 2011, ISBN 3-486-70662-4.
- Russlands Blick auf Preußen. Die polnische Frage in der Diplomatie und der politischen Öffentlichkeit des Zarenreiches und des Sowjetstaates 1697–1947. Klett-Cotta, Stuttgart 1995, ISBN 3-608-91723-3.

Herausgeberschaften
- mit Franziska Davies und Michael Brenner: Jews and Muslims in the Russian Empire and the Soviet Union (= Religiöse Kulturen im Europa der Neuzeit. Bd. 6). Vandenhoeck & Ruprecht, Göttingen 2015, ISBN 978-3-525-31028-1.
- mit Irene Götz und Ekaterina Makhotina: Vilnius. Geschichte und Gedächtnis einer Stadt zwischen den Kulturen. Campus-Verlag, Frankfurt am Main 2012, ISBN 978-3-593-39308-7.
- Nationalisierung der Religion und Sakralisierung der Nation im östlichen Europa, Stuttgart 2006, ISBN 3-515-08665-X.
- Loyalitäten in der Tschechoslowakischen Republik: 1918–1938 (= Veröffentlichungen des Collegium Carolinum. Bd. 101). Oldenbourg, München 2004, ISBN 3-486-57587-2.
- mit Jörg Requate: Europäische Öffentlichkeit. Transnationale Kommunikation seit dem 18. Jahrhundert. Campus-Verlag, Frankfurt am Main 2002, ISBN 3-593-37043-3.